# Hallam Tennyson
Pour les articles homonymes, voir Tennyson.
Hallam Tennyson, 2e baron Tennyson, né le 11 août 1852 à Twickenham et mort le 2 décembre 1928 sur l'île de Wight, est le deuxième gouverneur général d'Australie.

## Biographie
Il est né à Chapel House, à Twickenham, dans le Surrey, en Angleterre. Il est le fils ainé d'Alfred Tennyson, le plus populaire et célèbre poète anglais de la fin de l'époque victorienne, et d'Emily Sellwood, nièce de l'explorateur John Franklin. Hallam fait ses études à Marlborough College et à Trinity College (Cambridge) mais l'état de santé et la vieillesse de ses parents l'obligent à arrêter ses études pour s'occuper d'eux. Il abandonne aussi toute idée de faire une carrière politique.
Comme son père, Tennyson est un fervent partisan de l'Empire et en 1884 il devient membre de l'"Imperial Federation League", un groupe chargé de défendre les idées sur l'empire du Ministre des Colonies, Joseph Chamberlain. C'est par ce biais et pour son nom que Chamberlain lui propose le poste de quatorzième gouverneur d'Australie-Méridionale. Il occupe ce poste quand le gouverneur général d'Australie, Lord Hopetoun démissionne brutalement de son poste.
Tennyson est le plus ancien gouverneur en poste et de ce fait devient gouverneur général par intérim. On a quelque crainte sur sa capacité à assurer le poste car il a peu d'expérience en politique. Mais il fait bonne impression par sa modestie et sa simplicité, venant après le prétentieux Lord Hopetoun. En janvier 1903 il accepte le poste, à sa demande, pour un an.
Il est un gouverneur général très populaire mais les problèmes apparaissent de par l'ambigüité de sa position. Le Premier Ministre, Alfred Deakin, voulait que le Chef de cabinet du Gouverneur-Général soit nommé et payé par le gouvernement australien. Le gouvernement britannique objecte qu'il ne peut accepter car cela porterait atteinte à son rôle de contrôleur du gouvernement. Tennyson partage ce point de vue.
Les relations entre Deakin et Tennyson deviennent tendues. Deakin (à juste titre) suspecte Tennyson d'informer Londres sur son comportement et d'essayer d'interférer dans ses choix politiques notamment pour l'accord sur la défense maritime entre la Grande-Bretagne et l'Australie. C'est pour cela que Deakin n'encourage pas Tennyson à faire prolonger son mandat.
Aucun de ces faits n'est jamais connu publiquement et Tennyson quitte l'Australie en janvier 1904 en laissant derrière lui beaucoup de regrets sur son départ. Il passe le reste de sa vie dans l'île de Wight, où il occupe les fonctions de vice-gouverneur.
Il meurt chez lui en décembre 1928.